# Dicranomyia aurigena
Dicranomyia aurigena är en tvåvingeart som först beskrevs av Alexander 1944.  Dicranomyia aurigena ingår i släktet Dicranomyia och familjen småharkrankar.
Artens utbredningsområde är Ecuador. Inga underarter finns listade i Catalogue of Life.